# La Creu de terme (la Palma d'Ebre)
La Creu de terme és una obra de la Palma d'Ebre (Ribera d'Ebre) inclosa a l'Inventari del Patrimoni Arquitectònic de Catalunya. Està situada al nord del nucli urbà de la Palma d'Ebre, al coll de la Creu i al peu del camí ral de la Palma d'Ebre a Bovera.

## Descripció
Antiga creu de terme formada per un pilar de planta quadrada assentat damunt dos graons de pedra. El pilar està bastit amb carreus de pedra ben desbastats i presenta una fornícula a la part superior, que probablement havia albergat una imatge. El pilar, amb el coronament arrodonit, presenta una creu de ferro coronant l'estructura. A l'extrem inferior de l'estructura hi ha gravada una primitiva creu que probablement estigui relacionada amb la baronia de La Palma. Hi ha una altra creu més esquemàtica al darrer graó del pedestal i un símbol no identificat en un dels laterals del pilar.

## Història
Durant la guerra del 1936-1939 es destruí la creu, i en la postguerra es col·locà una de nova.